# Ventriculina crosslandi
Ventriculina crosslandi is een eenoogkreeftjessoort uit de familie van de Ventriculinidae. De wetenschappelijke naam van de soort is voor het eerst geldig gepubliceerd in 1903 door Bassett-Smith.